# 오산고현 아이파크
오산고현 아이파크(영어:  Osan Gohyun IPARK )는 대한민국 경기도 오산시 고현동에 위치한 아파트 단지이다. 2008년에 완공하였다. 12개동, 648세대이다. 